# Heligmonevra elaphra
Heligmonevra elaphra là một loài ruồi trong họ Asilidae. Heligmonevra elaphra được Oldroyd miêu tả năm 1972. Loài này phân bố ở miền Ấn Độ - Mã Lai.